# Lucas Rodríguez (calciatore 1999)
Lucas Rodríguez Álvarez (Rosario, 15 gennaio 1999) è un calciatore uruguaiano, difensore dell'Huracán Buceo.

## Caratteristiche tecniche
È un difensore centrale.

## Carriera
Cresciuto nel settore giovanile del Rampla Juniors, ha debuttato in prima squadra il 16 febbraio 2019 disputando l'incontro di Primera División Profesional perso 4-3 contro il Progreso. Il 2 gennaio 2020 è stato acquistato dal Defensor Sporting.

## Palmarès

### Club

#### Competizioni nazionali
- Copa Uruguay: 1

Defensor Sporting: 2022
- Segunda División Profesional de Uruguay: 1

Plaza Colonia: 2024